# Мішель Жазі
Мішель Жазі (фр. Michel Jazy; нар. 13 червня 1936 — пом. 1 лютого 2024) — французький легкоатлет, який спеціалізувався в бігу на середні дистанції.

## Із життєпису
Срібний олімпійський призер з бігу на 1500 метрів (1960).
Олімпійський фіналіст (4-е місце) у бігу на 5000 метрів (1964).
Учасник олімпійських змагань з бігу на 1500 метрів на Іграх-1956, де не пройшов далі попереднього забігу.
Чемпіон Європи з бігу на 1500 метрів (1962) та 5000 метрів (1966).
Срібний призер чемпіонату Європи з бігу на 1500 метрів (1966).
Фіналіст чемпіонату Європи (10-е місце) з бігу на 1500 метрів (1958).
Срібний призер Кросу Націй в командному заліку (1963, 1965, 1966).
12-разовий чемпіон Франції на різних дистанціях.
Встановив 9 світових рекордів на п'яти різних дистанціях: у бігу на 1 милю — 3.53,6 (1965), на 2000 метрів — 5.01,6 та 4.56,2 (1962), на 3000 метрів — 7.49,2 (1962) та 7.49,0 (1965), на 2 милі — 8.22,6 (1963), 8.19,6 (1965), в естафеті 4×1500 метрів — 15.04,2 (1961) та 14.49,0 (1965).
Встановив 17 рекордів Європи та 47 рекордів Франції.
Із 1987 був президентом Федерації легкої атлетики Франції.